# Henrique Ferreira Botelho
Henrique Ferreira Botelho (Casa do Condado, 1880 - Vila Pouca de Aguiar, 1954) foi um médico-cirurgião e político português.
Ainda na primeira infância desloca-se para Vila Real, quando o seu pai Henrique Manuel Ferreira Botelho (1845 - 1909) ocupa primeiramente o cargo de médico director do Hospital. Fez os estudos primários e secundários com distinção.

## Lisboa
Feitos os preparatórios de Medicina na Escola Politécnica de Lisboa, adquire sólida preparação profissional na antiga e famosa Escola Médica de Lisboa, onde ensinavam os melhores mestres do país. As suas leituras não se confinaram a solenes tratados científicos. A literatura (sobretudo francesa), a sociologia, os autores políticos da época, os poetas que rompiam fronteiras, mereciam-lhe a atenção que marca o espírito. Ouvia música, frequentava a ópera, gostava da vida mundana, leccionou alunos que lhe manifestaram dedicação por toda a vida; aparecia, sereno e culto, de leve sorriso que nunca o abandonava, em círculos republicanos conspirativos. Amigo do Dr. Brito Camacho, figura mestra da República, para sempre se tornaram amigos, e a actividade política do Dr. Henrique Botelho em todas as circunstâncias manteve fidelidade (a fidelidade que um espírito fortemente autónomo podia assegurar) ao Partido Unionista.
Na capital do reino, confiado a si, consegue, muito novo, cargo como: médico interno dos Hospitais Civis e oficial médico de um regimento de infantaria. Amigos e forças políticas instam para que ocupe no hospital o lugar que fora do seu falecido pai, Dr. Henrique Manuel Ferreira Botelho. E assim acontece. Imbuído de ideias removentes, conhecedor, por experiência directa, dos processos clínicos e cirúrgicos utilizados nos H.C.L. e nos mais importantes de Paris, trouxe a Vila Real, terra da sua afeição, um "movimento revolucionário" na medicina. "Foi cirurgião e médico cem por cento. O seu diagnóstico era rápido, claro e feliz. E como tinha a consciência dele e a serenidade própria dos profissionais idóneos, a cirurgia é o ramo a que logo afoitamente se dedica, numa época em que era quase impraticada em terras de província". "Foi, sem lisonja para a sua memória nem exagero da verdade, o instituidor da cirurgia em Vila Real". "E tal foi a revolução por ele feita nesse campo e tais os êxitos obtidos que se propalava a verdadeira admiração. A imprensa regional, ainda livre de censura, comunicava, em edições sucessivas, listas de casos operatórios. Ninguém pode afastar do seu nome ilustre a grandeza única de tal acto fundador no aspecto técnico científico e na sua incalculável valia de ordem humana. Salvou da morte anunciada muitas pessoas, durante mais de quarenta anos de exercício, e a tantos permitiu a recuperação, evitando, na maioria das situações, a difícil e morosa deslocação de doentes e sinistrados do foro cirúrgico para o Porto, Coimbra e Lisboa. Como a seu pai, consideraram-no um sábio.

### Os contemporâneos
Notáveis figuras de medicina portuguesa lhe reconheceram o valor e o espírito pioneiro: Egas Moniz, Reinaldo dos Santos, Francisco Pulido Valente, Álvaro Rodrigues, Bissaia Barreto, A. Mac Bride, Carlos Ramalhão, Pedro Almeida Lima, António da Rocha Brito, Álvaro Lapa, Henrique de Vilhena, Eduardo Coelho, Maximino Correia… E, das letras e do jornalismo, Aquilino Ribeiro, Ferreira de Castro, Sousa Costa, Rocha Martins, Teixeira de Pascoaes, Júlio Dantas, Augusto Casimiro entre outros. Na política, Brito Camacho, António Granjo, Sidónio Pais, Cunha Leal, Norton de Matos, Tamagnini Barbosa, António óscar de Fragoso Carmona, Ginestal Machado, Hélder Ribeiro. Henrique Botelho permanece na memória colectiva como figura de culto, espírito reformista, personalidade altiva e de larga visão, nunca se limitou passivamente a aceitar as coisas como as encontrava.
Fundou, no Hospital, em significativa parte custeando as despesas, a enfermaria infantil e a enfermeira das parturientes; contribuiu, ao lado de D. João Evangelista de Lima Vidal, o bem recordado Arcebispo, Bispo de Vila Real, para que se instituisse uma obra avançada de protecção a crianças desamparadas as "Florinhas da Neve".
Personalidade filantrópica, a quantas e instituições não deu, como clínico e cidadão, o fulgor, expressivo das maiores preocupações humanas, do seu valimento, de alma sintónica com a comunidade! Mesmo no terreno pantanoso da política se mostrou exemplaríssimo, de carácter moldado no bronze do estoicismo, da absoluta e sacrificante coerência, da liberdade autêntica, a anunciar se nas palavras e nos modos, no simples cumprimento. "Insensível às seduções dos detentores do poder", toda a sua carreira pública decorreu no mais difícil das trincheiras a do oposicionismo ao regime nascido do "28 de Maio de 1926", regime que sempre lhe manifestou respeito. Entretanto, outros punham a máquina política a funcionar lucrativamente a seu favor…
"Médico de raras aptidões, cirurgião dos mais eminentes, sem paralelo entre os seus pares", influente protector da criança e da assistência à mulher grávida, a morte do Dr. Henrique Botelho abriu uma lacuna (referia a imprensa) que tarde se preenche, se é que se chega a preencher. "Como ele era grande!" O Dr. Henrique Ferreira Botelho casara, em primeiras núpcias, com Dona Maria Augusta Machado Teixeira Lobato, filha de uma figura vilarealense do maior relevo, o Conselheiro Luís Lobato. Senhora "dotada de uma rara beleza", cultura e dignidade realçavam lhe a personalidade superior. Em segundas núpcias, Dona Albertina Augusta Rangel de Vasconcelhos, da Casa de Friães, Arouca, juntava as idênticas qualidades virtudes humanas em grau quase heróico, num actuante sentido de solidariedade para com o próximo que nunca recusou sacrifícios nem ninguém. De conhecida aptidão para as artes plásticas, deixou expressivos trabalhos a óleo (retrato e paisagem), pastel, aguarela, e "cryon". Os seus dons literários aformoseavam lhe a fala e a escrita, com admirável facilidade.
Henrique Ferreira Botelho honrou sumamente diferentes funções; Junta Geral do Distrito, Governador Civil (Ministérios de António Granjo e Ginestal Machado), Capitão médico do R.I. 13, Conferencista, Colaborador da Imprensa, Presidente ou elemento de muitas comissões e organismos, mas tudo julgaria aspectos menores do seu extraordinário labor em domínio bem mais difícil e beneficente. A sua memória persiste na alma do povo transmontano.
Em estudo recente, Mons. Salvador Parente regista uma quadra, cantada ainda agora em romarias e desfolhadas e na qual se alude, ao jeito ultra romântico, à lendária actuação cirúrgica do Sr. Dr. "Hinrique"…

## A água das Pedras
Referindo as águas das Pedras Salgadas, classificadas como frias, Bicabornatadas, Sódicas, Gaso-carbónicas, são aconselháveis para as doenças da pele, dos ossos, gastrointestinais e outras. O uso das águas começou no início do século XIX, todavia, é natural que os romanos já as tivessem conhecido antes. Tidas como águas milagrosas, o seu pai, Dr. Henrique Manuel Ferreira Botelho (empreendeu a sua exploração, tendo a Câmara Municipal disponibilizado no seu orçamento a verba necessária para tal objectivo em 1870. Em 1879 iniciou se a construção do Grande Hotel. Em 1884 estiveram a veranear nesta estância termal a Rainha D. Maria Pia com o infante Augusto e D. Fernando que deixaram os seus nomes em algumas fontes.